# Pârjol
Pârjol is een Roemeense gemeente in het district Bacău.
Pârjol telt 6805 inwoners.